# З непокритою головою. Українська жіноча проза
«З непокритою головою» – антологія прозових творів найвидатніших українських авторок XIX–XX ст., упорядкована Вірою Агеєвою. До книги увійшла проза Ольги Кобилянської, Лесі Українки, Дніпрової Чайки, Грицька Григоренка, Уляни Кравченко, Наталії Романович-Ткаченко, Катрі Гриневичевої, Ірини Вільде, Ніни Бічуї, Любові Пономаренко, Марії Матіос, Євгенії Кононенко, Галини Пагутяк, Людмили Таран, Оксани Забужко, Оксани Луцишиної. Перше видання збірника здійснене у 2013 р., друге – 2014 р.
Книга містить новели 16 авторок доби модерну та постмодерну. Вона акумулює досвід українських мисткинь – сучасниць жіночої боротьби за творчу незалежність, міжвоєнної зміни цінностей та процесу пострадянської самоідентифікації.

## Значущість антології
У книзі зібрано твори авторок, що стали портретними для української літератури. Вона охоплює період наростальної участі жінки в європейській та безпосередньо українській літературній діяльності.
«В українській літературі ХІХ-XX століть з’явилися непоодинокі сильні жінки-авторки. Проте тільки в модерністську добу вони перестали брати чоловічі псевдоніми й імітувати чоловіче письмо, заговорили власним, питомим голосом, виповіли досвід, здобутий уже без чоловіка-посередника, чиї переживання у патріархальній культурі вважалися універсальними й загальнозначущими.» В. Агеєва, з переднього слова книги
«Це ж дуже недавнє явище [ред. жіночі письмо і проза]. ... Густо і щільно на кін літератури жінки виходять не більше як 150-200 років [ред. назад].» О. Забужко, виступ на презентації «З непокритою головою»

## Структура книги
Книга складається із «Переднього слова», закладеного В. Агеєвою, та визначальних новел представлених авторок. Кожному твору передує фото (портрет), роки життя та стисла біографія запропонованої жінки-мисткині.